# Eaton (Ohio)
Eaton ist eine City im Preble County, Ohio, USA. Eaton ist der Verwaltungssitz seines Countys. Das U.S. Census Bureau ermittelte bei der Volkszählung 2020 eine Einwohnerzahl von 8375.
Die Partnerstadt von Eaton ist Rödental bei Coburg.

## Geschichte
Eaton wurde 1806 von William Bruce gegründet. Es wurde benannt nach General William Eaton, der US-Streitkräfte von Ägypten nach Tunis führte. Neben der Stadt und dem County, in dem sie gelegen ist, wurden auch hiesige Straßen zu Ehren von Helden der Barbarenkriege benannt. Das Dorf wuchs nach seiner Gründung rasch an. 1846 besaß das Dorf annähernd 1000 Einwohner. Dieses Wachstum rührte primär von Eatons zentraler Lage an zweier Autobahnen (turnpikes) her, was es zu einem wichtigen Verkehrsknoten werden ließ. Zahlreiche Menschen aus Ohio reisten nach Eaton um Schwefelwasser  zu kaufen, welchem manche eine heilende Wirkung nachsagten. Eaton war zu einer Siedlung mit drei Kirchen, 6 Läden und einem Zeitungsbüro angewachsen. Einige Leute aus dem Dorf arbeiteten in nahen Kalksteinbrüchen. 1849 wurde Eaton von einer Choleraepidemie heimgesucht. Etwa die Hälfte der Einwohner der Gemeinde floh, von den zurückgeblieben 600 Menschen starben 120.

## Geografie
Das Stadtgebiet fasst 14,7 km2, wovon 0,18 % von Wasserflächen belegt sind. In der Stadt liegen die Seen Crystal Lake und Seven Mile Creek sowie die Parks Fort St. Clair und Water Works Park.

## Demografie
Bei einer Volkszählung 2000 wurde der Ort von 8133 Menschen bewohnt. Er beheimatet 3274 Haushalte und 2183 Familien. Die Bevölkerungsdichte liegt bei 533,8 Einwohnern je Quadratkilometer. In der Stadt stehen 3467 Häuser, was einer Bebauungsdichte von 236,1 Häusern je Quadratkilometer entspricht.

98,02 % der Bewohner sind Weiße, 0,39 % Afroamerikaner, 0,09 % sind Indianer, 0,55 % sind Asiaten, 0,025 entstammen der pazifischen Inseln, 0,07 % entstammen anderen Rassen 

24 % der Einwohner sind unter 18 Jahre alt, 8,7 % 18–24, 27,5 % 25–44, 21,6 % 45–64 und 18,1 % über 65. Das Durchschnittsalter liegt bei 38 Jahren. Auf 100 Frauen kommen 89,6 Männer und auf 100 Mädchen unter 18 Jahre kommen 85,6 Männer.

## Persönlichkeiten
- Andrew L. Harris (1835–1915), Held von Gettysburg im Unabhängigkeitskrieg
- William Bruce, Gründer von Eaton
- William Stephens (1859–1944), Oberbürgermeister von Los Angeles und kalifornischer Gouverneur
- Kent Vosler, Schwimmer
- Darrel West, Autor und Politikwissenschaftler